# Euxoa sepulcralis
Euxoa sepulcralis là một loài bướm đêm trong họ Noctuidae.